# Manirizam
Manirizam je umjetnički pravac u zapadnoj Europi iz druge polovice 16. stoljeća.

## Nastanak i osobine
Otkriće novih putova prema Istoku, koji zaobilaze Mediteran, otkriće Amerike, pojava engleskog sukna na tržištu, priliv američkog zlata uzrokovali su propadanje talijanskih gradova i uzdizanje zapadnoeuropskih (prije svega Španjolci i Portugalci, potom Englezi i Francuzi), koji su iskoristili ekonomsku prednost svoga geografskog položaja za naglo bogaćenje. No, duhovna kriza u Italiji prisutna je i u čitavoj Europi kao rezultat dubokih društvenih promjena i nestanka jedinstvene, katoličke, feudalne Europe. Čak su i u svemiru otkrivena kretanja koja odstupaju od Kopernikove savršene simetrije kružnice (Tycho Brahe i Johannes Kepler), renesansna "divna simetrija" je izgubljena, otvara se i ruši. 
Usklađenost, strogost i perfekcionizam visoke renesanse dovode umjetnost do granica svojih mogućnosti, društvo ima osjećaj da je svakome napretku kraj, te se ne može zadovoljiti običnim ponavljanjem estetskih dostignuća koje su majstori renesanse utvrdili kao svojevrsna pravila umjetnosti. Kao odgovor na ovo "zatvoreno" stanje duhovne krize javlja se više pravaca koje jednim imenom zovemo manirizam (tal. maniera = način, "osobni" stil, manira). Manirizam, kao "protu-renesansa", je logično razdoblje druge polovice 16. st. i prijelaz iz kulminirajuće faze visoke renesanse prema baroku. Pokret se najprije pojavio u Italiji oko 1520. kao svjesni "umjetni" stil temeljen na nekim oblicima Rafaelova i Michelangelova stvaralaštva. Stil je uskoro postao međunarodni, jer su mnogi događaji, kao kuga 1522. i španjolska pljačka Rima 1527., omeli njegov razvoj i premjestili umjetnike i pokret u inozemstvo, gdje se nadalje razvijao.
Manirizam je stil krajnje istančanosti, naglašavajući sklad, raznolikost i majstorstvo nauštrb sadržaja, jasnoće i jedinstva. Visoko-renesansno traganje za originalnošću je preraslo u krajnju individualnost umjetnika od kojih je svaki stvarao u svojoj maniri puštajući svojoj mašti na volju. Prostor više ne prikazuju kao zatvoren i stabilan, već elastičan, tekući i nepregledan;  proporcije i efekti proizvoljni, a teme i sadržaji mnogostruk; nekad se uspostavlja i više gledišta u prostoru čime se dobiva efekt postojanja više perspektiva. Takva djela posjeduju uglađenu otmjenost, a ponekad i bizarne zamisli.

## Slikarstvo
U slikarstvu i kiparstvu se udaljava od skladnih, renesansnih proporcija, one se izdužuju, a svjetlo i sjena su uznemireniji, ponekad neprirodni, kao i boje koje više nisu lokalne (kao u prirodi), nego postaju slobodne (proizvoljne). Prve naznake nemira vide se u djelima Rossa Fiorentina i Jacopa Pontorma.
Parmigianino (1503. – 1540.) slika otmjene, prozračne likove neobično vretenastih proporcija kao što je Dugovrata Madonna. Najbolji prikaz manirističkog pogleda na svijet je njegov Autoportret u konveksnom ogledalu. Disproporcionalno uvećana ruka u prvom planu je realna, ali u suprotnosti s renesansnim shvaćanjem o nepromjenjivosti ljepote.
Vrijedno je spomenuti da je manirističko doba vrijeme kada po prvi put žene ostvaruju umjetničku slavu. Jedna od prvih je bila kiparica iz Bologne Madonna Properzia de' Rossi (oko 1490. – 1530.), a najslavnija je bila slikarica Sofonisba Anguissola (1532. – 1625.) koja je bila službena slikarica španjolskog kralja Filipa II.
Venecijanski slikar Jacopo Robusti Tintoretto (1518-1594) je jedan od najdramatičnijih umjetnika u europskoj umjetnosti. Njegove slike velikih kompozicija s bljeskovima svjetlosti i boja su prepune manirističke uznemirenosti i deformiranja oblika; čudesna sinteza realnog i irealnog. (Npr. Posljednja večera).
Domenikos Theotocopoulos ili jednostavno El Greco (Grk) (1541. – 1614.) je posljednji veliki maniristički slikar. Najpoznatije mu je djelo Pogreb grofa Orgaze (Toledo). To je slika u kojoj deformirani likovi u igri boja i vijugavih izduženih formi streme uvis potencirajući svoj mistični zanos. El Greco postiže jak efekt prožimanja volumena i prostora, a likovi su mu izrazito vijugavi, izduženi, te lomljeni jakim bojama, svjetlošću i sjenama, u želji da izgledaju veličanstveni (Npr. Uskrsnuće Kristovo).
Tehnički savršen slikar osebujnog i originalnog manirističkog stila koji je djelovao pretežno u Pragu bio je Giuseppe Arcimboldo.

## Kiparstvo
Maniristički kipari nisu se svojim ostvarenjima uspjeli približiti dostignućima slikara. Najzanimljivije skulpture toga razdoblja odlikuju se otmjenošću i nastale su izvan Italije. Najpoznatiji predstavnik tog stila je Benvenuto Cellini koji je isticao svoju domišljatost i vještinu na svojim nepokretnim, ali otmjenim i izduženim likovima glatke puti. Cellini je najviše radio na dvoru francuskog kralja Franje I. u Fointanebleau koji je postao svojevrsnom renesansnom školom za mlade europske umjetnike. 
Takav je bio i Francuz Jean de Boulogne (poznatiji kao Giovanni Bologna ili jednostavno Giambologna), najvažniji kipar u Firenci poslije Michelangela. Njegova mramorna grupa Otmica Sabinjanki u nadnaravnoj veličini i danas zauzima počasno mjesto u Palazzo Vecchio. Giambologna je želio u monumentalnoj skulpturi spojiti tri potpuno različita lika ujedinjena pokretom i gledljiva sa svih strana.

## Arhitektura
U arhitekturi, najistaknutiji predstavnik manirizma je svakako Andrea Palladio (1508. – 1580.). Njegova Vila Rotonda, aristokratski ljetnikovac u blizini Vicenze, je najbolji primjer manirističke arhitekture. On se sastoji od četvrtastog bloka s kupolom i četiri jednaka trijema sa svake strane koji izgledaju poput pročelja antičkog hrama. Građevina više nije statična s glavnim pročeljem i leđima, njena su sva četiri pročelja jednako vrijedna. Strogog, simetričnog, centralnog tlocrta s četiri prostrane terase kao da tjera stanara da se kreće prema vani, prema prirodi. Tako je Palladio unio određenu dinamičnost u arhitekturu. To su najjasnije odlike manirizma – nemir i neodređenost.
Još jedno od djela manirističke arhitekture i uvod u barok je djelo svestranog genija Michelangela, a to je rješenje trga Campidoglio. Zapravo promatrajući njegova djela, već od Donijeva medaljona (1503.) i Posljednjeg suda u Sikstinskoj kapeli (1520. – 34.), otkrivamo umjetnikov veliki doprinos manirizmu. 
Campidoglio je trg u Rimu koji nije statičan, asketski geometričan, miran, statičan, dakle nije renesansni kao svi trgovi do tada. On se kao prvo nalazi na brežuljku (Kaptol), te se do njega dolazi preko tri različita uspona od kojih je jedan čak vijugav, okružuju ga tri zgrade bogato raščlanjenih volumena koje su postavljene u trapez (ne u kvadrat) i time poništava iluziju skraćenja, a centralno dvorište ispunjeno je nemirnom eliptičnom shemom. Michelangelo je postigao dotada nepoznati efekt potpune promjene arhitekture ovisno od pogleda na nju i iz nje;  želio je djelovati na posjetitelja kojemu ovaj trg izniče pred očima kako se on penje do njega – uključio je vrijeme u doživljaj arhitekture.

## Manirizam izvan Italije
Manirizam izvan Italije ne izrasta izravno iz renesanse, nego iz mješavine kasne gotičke umjetnosti i talijanskih renesansnih utjecaja.
Hieronymus Bosch je slikao velike kompozicije s nebrojeno mnogo fantastičnih likova u nadrealnom pejzažu. Njegovo najintenzivnije djelo je Pakao iz triptiha Vrt naslade, gdje se groteskni likovi u neprestanoj metamorfozi uobličuju i sjedinjuju svjetlošću i bojom s pejzažom.

## Poveznice
- Popis manirističkih umjetnika
- Renesansa
- Visoka renesansa
- Reformacija
- Protureformacija

## Vanjske poveznice
- (engl.) John Haber: Eseji o Visokoj renesansi i manirizmu  Arhivirana inačica izvorne stranice od 10. veljače 2012. (Wayback Machine)